# Trophoninae
Trophoninae is een onderfamilie van weekdieren uit de klasse van de Gastropoda (slakken).

## Geslachten
- Abyssotrophon Egorov, 1993
- Afritrophon Tomlin, 1947
- Anatrophon Iredale, 1929
- Benthoxystus Iredale, 1929
- Boreotrophon P. Fischer, 1884
- Conchatalos Houart, 1995
- Coronium Simone, 1996
- Enatimene Iredale, 1929
- Fuegotrophon Powell, 1951
- Gemixystus Iredale, 1929
- Leptotrophon Houart, 1995
- Litozamia Iredale, 1929
- Minortrophon Finlay, 1926
- Nipponotrophon Kuroda & Habe, 1971
- Nodulotrophon Habe & Ito, 1965
- Scabrotrophon McLean, 1996
- Tromina Dall, 1918
- Trophon Montfort, 1810
- Xenotrophon Iredale, 1929